# Richard-Wagner-Büste (Venedig)

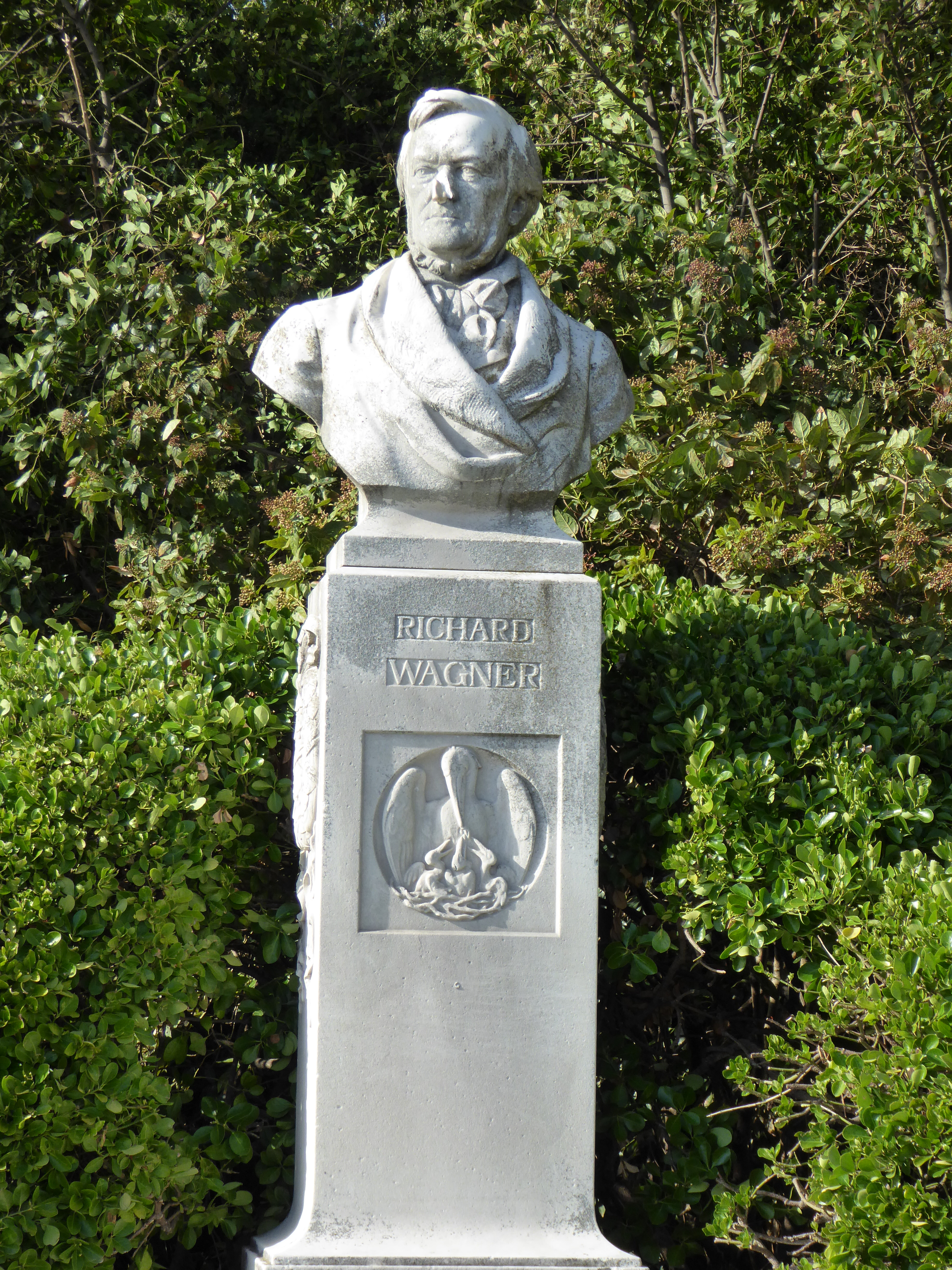
Richard-Wagner-Büste im Giardini-Park in Venedig 2017 (aufgrund von Vandalismus ist die Nase beschädigt)

Die Richard-Wagner-Büste ist eine auf einem Sockel stehende Büste des deutschen Komponisten Richard Wagner (1813–1883). Sie befindet sich in den Giardini, den Parkanlagen auf dem Gelände der Biennale di Venezia in Venedig in Italien.

## Geschichte
Die Skulptur wurde von 1906 bis 1908 im Auftrag des Börsenmaklers und Kunstmäzens Adolph Thiem von dem deutschen Bildhauer und Medailleur Fritz Schaper angefertigt. Es handelt sich dabei um eine größere Marmorfassung einer Gipsbüste von 1885, die in der Alten Nationalgalerie in Berlin (Gips: Höhe: 75 cm, Breite: 57,5 cm, Tiefe: 38 cm) beschädigt aufbewahrt wird. Der Standort Venedig wurde gewählt, da Richard Wagner seine letzten Lebensmonate in der Stadt verbrachte.

## Beschreibung

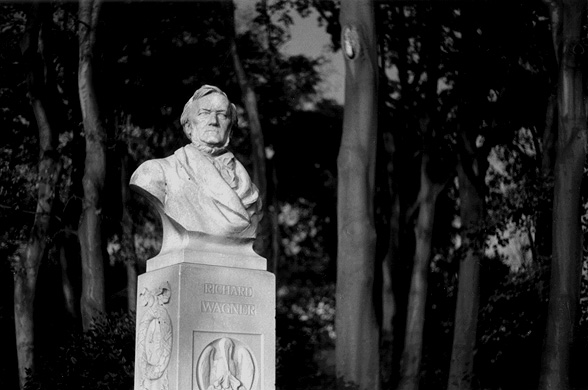
Foto der unbeschädigten Büste von 2005

Die aus Marmor gefertigte Büste ist bis zu den Armansätzen ausgearbeitet. Die Schultern sind mit einem breiten Mantelkragen umgeben. Ein zu einer Schleife gebundenes Tuch bedeckt den Hals. Der Kopf ist leicht nach rechts gewandt. Der viereckige, säulenartige Steinsockel trägt unterhalb der Büste auf der Vorderseite die Inschrift Richard Wagner. Darunter befindet sich ein eingraviertes Bildnis eines Pelikans, der mit ausgebreiteten Flügeln auf seinem Nest sitzend drei Jungvögel füttert. An beiden Seiten des Sockels befinden sich erhabene steinerne Lorbeerkränze.

## Beschädigung
Im Jahr 2013 wurden über Nacht im Park Giardini Pubblici in Venedig, neben anderen Skulpturen die beiden Musikerbüsten von Giuseppe Verdi und Richard Wagner demoliert, indem deren Nasen abgeschlagen wurden. Der Richard-Wagner-Verband von Venedig bot mit Unterstützung der Richard-Wagner-International-Stiftung von Venedig an, eine konservative Restaurierung der beiden Büsten zu finanzieren, die neben dem Fehlen der Nasen außerdem eine biologische Patinaschicht aus Flechten, Oberflächenablagerungen und Oberflächenauflösungen an einigen Stellen aufwiesen. Die Restaurierungsarbeiten erwiesen sich aufgrund der 2019 ausgebrochenen COVID-19-Pandemie als schwierig. Einer der Aspekte, die die im September 2020 begonnene Analyse- und Untersuchungsphase kennzeichneten, war die Methodik der Rekonstruktion der Nasen, die auf Wunsch der Techniker der Denkmalschutzbehörde eine Anwendung der digitalen 3D-Technologien mit der Wahl eines nicht steinartigen Materials nutzte. Die Reparatur wurde inzwischen abgeschlossen.